# Béret bleu cobalt de l'aviation légère de l'Armée de terre
Pour les articles homonymes, voir Béret bleu.
Le béret de l'aviation légère de l'Armée de terre constitue le principal symbole fédérateur de l'ALAT.

## Historique
En 1954, le commandement de l'ALAT, qui n'est pas encore une arme, prescrit une coiffure d'un bleu se rapprochant de celui de la RAF. Par défaut de moyens, il ne fut jamais livré. Cette  même année 1954, afin de fédérer les troupes, des bérets bleu roi portés alors par les parachutistes métropolitains furent distribués aux formations utilisant des hélicoptères et avions légers. 
Auparavant, celles-ci étaient équipées de coiffures suivant l'arme d'origine. À la fin de la guerre d'Indochine, les équipages d'hélicoptères gardaient des tenues disparates. En Algérie, les personnels des pelotons des 10e et 25e Division Parachutistes portaient le béret amarante des paras coloniaux. Il fallut attendre 1957, par une décision du secrétariat d'État à la défense, pour voir le béret bleu roi attribué à l'Aviation légère de l'Armée de terre.
Les troupes ont choisi et adopté le béret des parachutistes métropolitains. Antérieurement, ce béret bleu roi était porté par les troupes parachutistes de métropole, tandis que le béret rouge l'était par les paras coloniaux. Le général de Lattre étendit le port du béret rouge aux unités parachutistes en Indochine, sauf à celles de la Légion où le béret vert bien qu'officiel depuis 1949 n'est porté qu'à partir de 1956. Les autres unités de la Légion l'adoptèrent en 1959. En septembre 1957, les parachutistes métropolitains remplacent, par le béret rouge, le béret bleu roi qui devient alors celui de l'ALAT. 
Les insignes de béret de l'ALAT et des troupes aéroportées ont été les premiers à être homologués[réf. nécessaire]. 

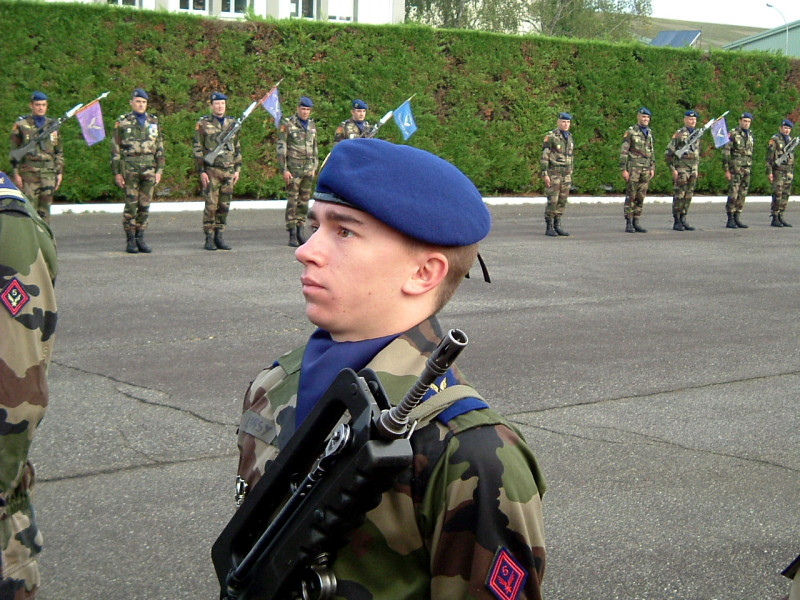
Cérémonie de la remise du béret au 5e RHC.
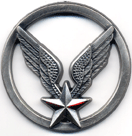
Insigne de béret de l'ALAT.